# Arleigh Burke osztály
Az Arleigh Burke osztály az Amerikai Haditengerészet egyik legkorszerűbb, irányított rakétákkal felszerelt rombolóosztálya. Az Amerikai Egyesült Államok haditengerészetében az Arleigh Burke volt az első hajóosztály, amelyet az AN/SPY–1 rádiólokátor és Aegis felderítő és fegyverrendszer köré építettek. Az osztály egységei a DDG előtagot (DD – destroyer, azaz romboló és G – guided, azaz „irányított”, manőverező robotrepülőgépek bevetésére alkalmas) és 51-től kezdődő sorszámot kapnak.
Az osztályt Arleigh Burke tengernagy után nevezték el, aki a második világháború egyik leghíresebb amerikai tengerésztisztje, rombolóparancsnok volt. Burke tengernagy még jelen volt a hajóosztály első egysége, a USS Arleigh Burke 1991-es szolgálatba állításánál. A hajóosztály első egységének megépítése óta folyamatosan korszerűsítik és újabb fegyverrendszerekkel, valamint érzékelőkkel szerelik fel, ennek eredményeként a jelenleg szolgálatban álló 61 db rombolót a világ legmodernebb hadihajói közé sorolják. Az amerikai haditengerészet összesen 75 db Arleigh Burke osztályú rombolót kíván szolgálatba állítani és a jelenlegi tervek szerint 2062-ig lennének aktív szolgálatban az osztály egységei.
A hajóosztály egységeinek gyártási költsége 2011-es áron 1,8 milliárd dollárt tett ki.
Az osztály első hajója 1991. július 4-én állt szolgálatba. Miután 2005-ben leszerelték a korábbi Spruance osztály osztály utolsó rombolóját is, az Arleigh Burke osztályú rombolók lettek az amerikai haditengerészet egyetlen, aktív szolgálatban lévő rombolói. A tervezett 75 hajóval ez az amerikai haditengerészet harmadik legnagyobb hajóosztálya (a Fletcher osztály és a Gearing osztály után), illetve a leghosszabb ideig gyártott rombolóosztály. A 155 m hosszú és jelenleg 10 000 tonna vízkiszorítású, 96 függőlegesen indítható rakétával felszerelt Arleigh Burke osztály az egyik legnagyobb és legjobban felfegyverzett irányított rakéta-romboló.

## Jellemzői

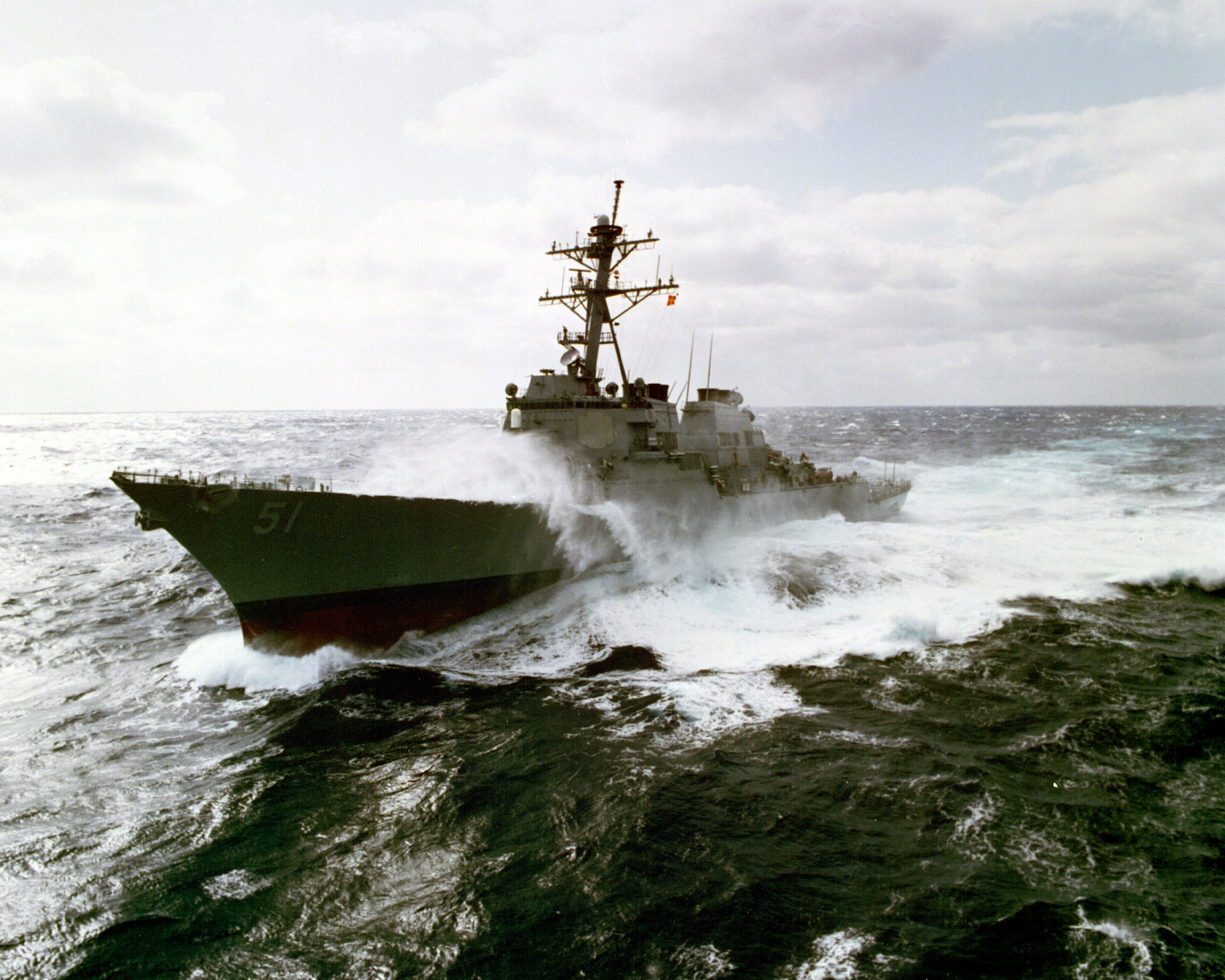
Az Arleigh Burke osztály névadó egysége, a USS Arleigh Burke viharos tengeren hajózik

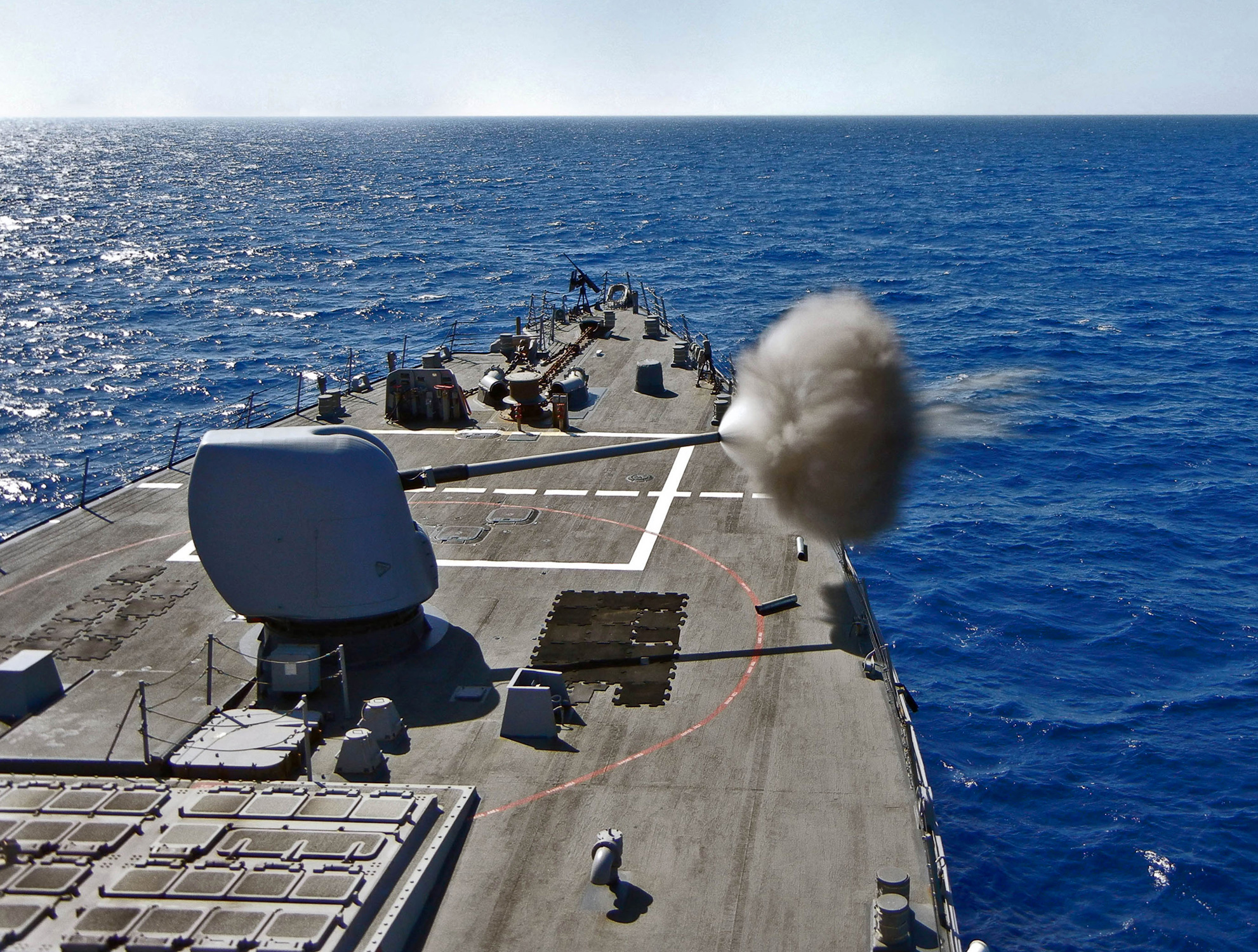
Az osztály második hajója, a USS Barry (DDG 52) 5 hüvelykes hajóágyúja tüzelés közben

Az Arleigh Burke osztály az amerikai haditengerészet egyik legnagyobb és legjobban felfegyverzett rombolóosztálya. Csak a Spruance osztály és a Kidd osztály rombolói voltak nagyobbak, de az Arleigh Burke osztály ezeknél lényegesen jobban fel van fegyverezve. Az osztályt eredetileg a szovjet repülőgépek, cirkálórakéták és tengeralattjárók elleni harcra tervezték, de képesek bármilyen hadszíntéren légvédelmi, tengeralattjárók és felszíni hajók elleni, illetve szárazföldi csapásmérésre is. A hajók elsődleges feladata az amerikai repülőgép-hordozók és haditengerészeti harccsoportok védelme, illetve a haditengerészet és a tengerészgyalogság partra szállító hajóinak kísérete, támogatása. A rádiólokátor és a tűzvezető rendszer integráltságának köszönhetően az osztály hajói egyidejűleg több légi, felszíni és víz alatti célpont leküzdésére is képesek.
Az Arleigh Burke osztály tervezésénél figyelembe vették a Ticonderoga osztályú irányított rakétacirkálók építése során szerzett tapasztalatokat. A Ticonderoga osztály hajói túlságosan drágának bizonyultak és túl nehéz volt korszerűsítésük. Ezen felül az Arleigh Burke osztály tervezésénél előnyben részesítették a lopakodó technológiának megfelelően kialakított külső felszíneket, ami jelentősen csökkenti a hajók radarkeresztmetszetét és lehetővé teszi, hogy elkerülje vagy legyőzze a hajó elleni cirkálórakétákat.
Az Arleigh Burke osztály építése során a haditengerészet visszatért a teljesen acélból készült hajókhoz. Korábban acélból készült hajótörzsre alumíniumból építették a felépítményt, de az alumínium hajlamos volt az anyagkifáradásból eredő repedésekre. Emellett az alumínium kevésbé áll ellen a tűznek, illetve kevésbé ellenálló az ütközet során elszenvedett találatok hatásainak (amint azt a Brit Királyi Haditengerészet hadihajói is tapasztalták a Falkland-szigeteki háború során).
Az Arleigh Burke osztály hajóit felszerelték egy levegőszűrő-szellőztető berendezéssel, amely a hajót teljes mértékben védetté teszi nukleáris, kémiai vagy biológiai fegyverek hatásaival szemben. Az osztály tervezésekor elsődleges fontosságú volt az AN/SPY–1 rádiólokátor és Aegis ballisztikus rakétavédelmi rendszer integrálása, az osztály összes hajója rendelkezik ezzel a képességgel és jelentős szerepet játszik az Egyesült Államok ballisztikus rakétavédelmi rendszerében.
Az Amerikai Haditengerészet vezetése egészen a közelmúltig a Zumwalt osztályú (DDG 1000) rombolókkal tervezte felváltani az Arleigh Burke osztályt, de az új rombolóosztályból feltehetően csak kettő épül (kísérleti célokra) és a közeljövőben az Arleigh Burke osztály marad a haditengerészet egyetlen rombolóosztálya.

### Fegyverzet

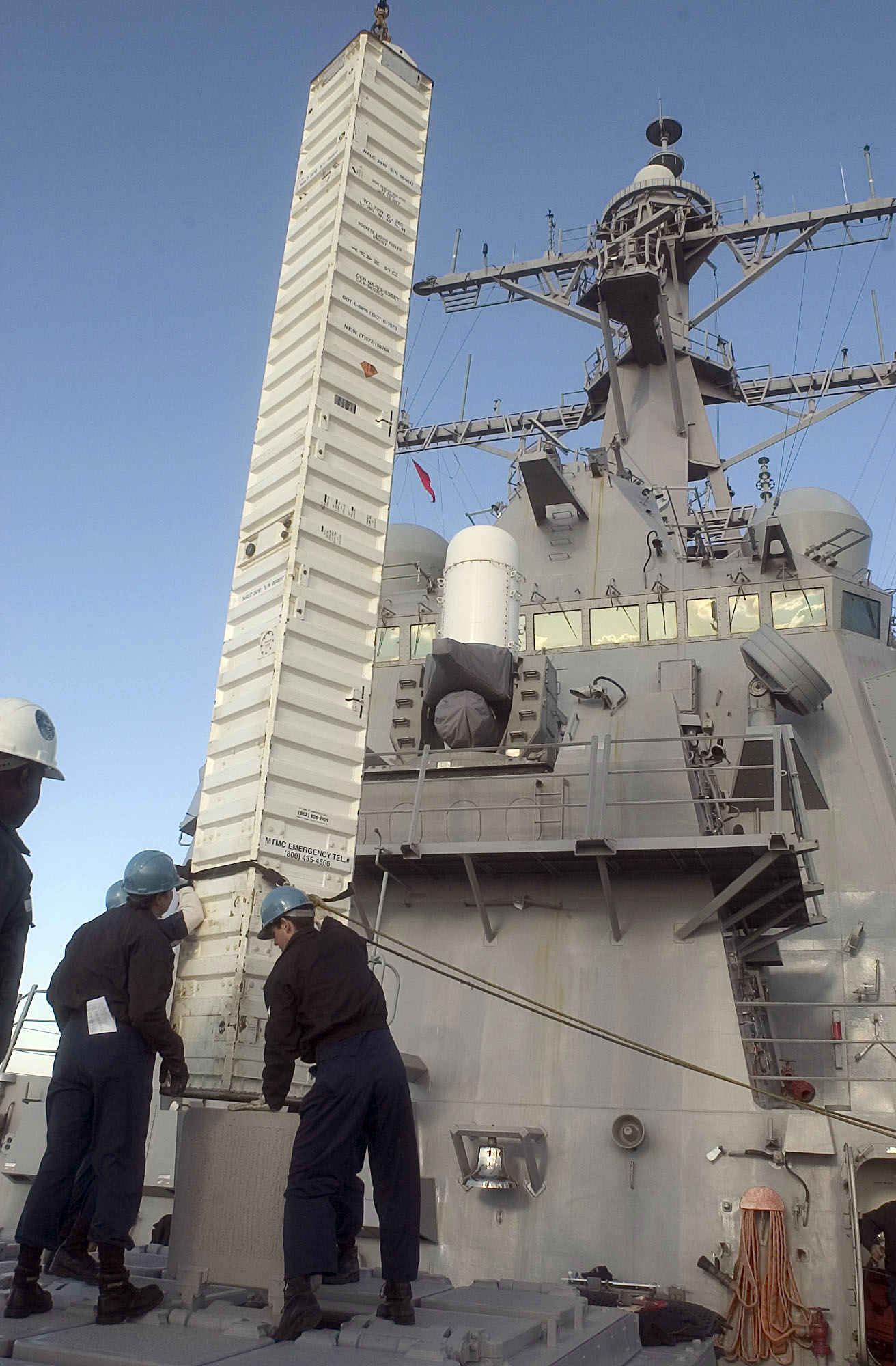
A USS Curtis Wilbur (DDG 54) matrózai egy Tomahawk robotrepülőgépet tartalmazó konténert helyeznek el a függőleges rakétaindító rendszer egyik cellájában.

A Flight I sorozat hajóin két MK 41 függőleges rakétaindító rendszer (Vertical Launching System, VLS) található, összesen 90 db rakétacellával, a Flight IIA sorozattól kezdve összesen 96 db cellával. A cellákban BGM–109 Tomahawk, RIM-66M Standard, RIM–161 SM–3, RIM-162 ESSM és RUM-139 rakétákat hordozhat. Az irányított rakéták lényegében minden felszíni (tengeri és szárazföldi), légi és víz alatti célpontot meg tudnak semmisíteni.
A felszíni célpontok ellen használható a hajókon található 5 hüvelykes (127 mm-es) Mk-45 Mod 1/2 ágyú. A Flight IIA sorozattól az ágyú csövének hosszát megnövelték L54-ről L62-re. A felszíni hajók ellen két db Mk-32 Mod14 típusú hármas torpedóvető rendszer alkalmazható.
A hajók fegyverzetéhez tartozik még 2db MK 15 MOD 12 Phalanx 20 mm-es lokátorirányítású légvédelmi gépágyú, amely a hajó utolsó védelmi vonala repülőgépek és cirkálórakéták ellen (Close-In Weapons System, CIWS). A Flight IIA sorozattól kezdve a Phalanxot fel akarták váltani a továbbfejlesztett Sea Sparrow rakétákkal, de a haditengerészet később mégis úgy döntött, hogy minden hajóra utólag is felszerelik a Phalanxot.

### Repülőeszközök

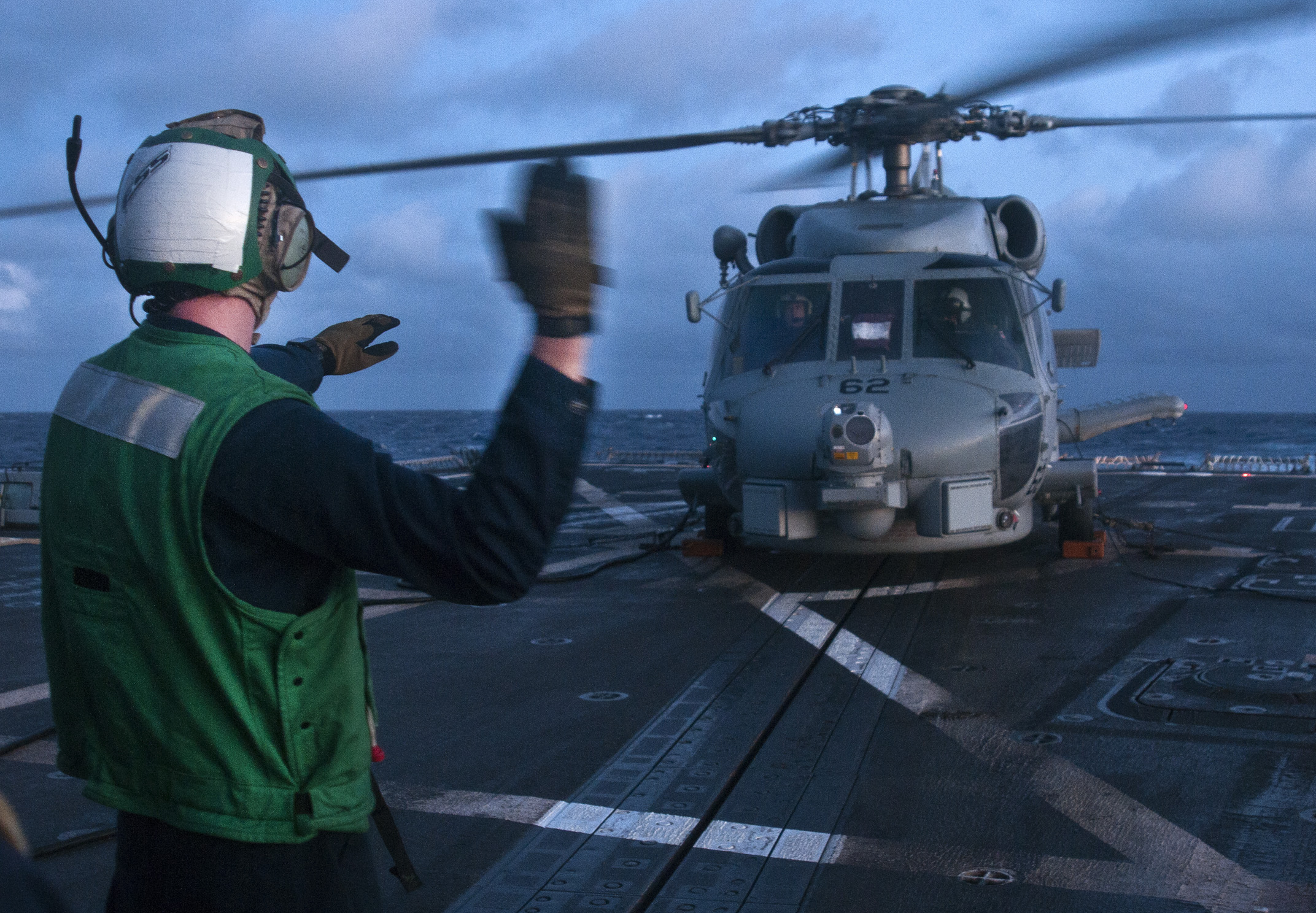
Egy SH-60B Sea Hawk típusú helikopter felszálláshoz készülődik a USS Chafee (DDG 90) fedélzetén

A Flight I sorozatban még nem alakítottak ki helikopter-hangárt a fedélzeten, bár volt leszállófedélzet és a hajókat felszerelték a tengeralattjárók elleni harcra specializált SH–60 LAMPS MK III Seahawk helikopterek irányításához szükséges elektronikai rendszerekkel. A Flight IIA sorozattól kezdve két Seahawk helikopter számára alakítottak ki a fedélzeten hangárt.

### AEGIS felderítő és fegyverrendszer
Napjaink egyik legkorszerűbb felderítő és fegyverrendszere az AEGIS, amely a célpontok észlelését, követését és megsemmisítését egyszerre tudja irányítani a levegőben, a felszínen és a víz alatt. Az AEGIS-t eredetileg a repülőgép-hordozó hajó-harccsoportok védelmére fejlesztették ki, de időközben a rendszer képességeit továbbfejlesztették és képes lett csapásmérésre is. Az AEGIS képes a célpontok automatikus felderítésére és azonnali ellen-tevékenységre, illetve adatokat tud szolgáltatni a hajófedélzeti tűzvezető lokátorok számára, pályakorrekciós adatokat tud szolgáltatni a már kilőtt rakétáknak és hasonló adatokkal tud ellátni más hajókat, illetve együttműködő (pl. repülőgép-fedélzeti) rendszereket is.
Az AEGIS rendszer legfontosabb felderítő eszköze az AN/SPY–1D 3 dimenziós, többfunkciós, fázisrácsvezérelt antennájú lokátor. Az AN/SPY–1 4 MW teljesítményű, egyidejűleg képes 360°-ban a célpontok felderítésére, útvonaluk követésére, a kilőtt rakéták számára pályamódosító adatok biztosítására. A lokátorrendszerben 2 pár, összesen 4 antennát kapcsolnak össze, egy antenna 90°-os szög szerint térrészt fed le, a 4 antenna összesen kiküszöböli a korábbi, forgó antennák alkalmazásának szükségességét. Az AN/SPY–1 mindegyik antennája 4100 elemi sugárból áll, a nyalábformálás és nyalábmozgatás elektronikus úton történik, a megoldás teljesen kiküszöbölte a mozgó alkatrészeket az antennákból. A célkövetés csak a vezérlő számítógépek kapacitásától függ, a rendszer jelenleg 200 célpont egyidejű követésére képes és 18 rakétát tud egyszerre irányítani. A rendszer maximális hatótávolsága 280 km.
Az AEGIS rendszer része még a hajótörzsbe fixen beépített, illetve változtatható merülési mélységű szonárok, amelyek a tengeralattjárók felderítésére használnak. A hajófedélzeten helyet kapott helikopterek a hajó szonárjait egészítik ki, illetve növelik meg az érzékelési hatósugarat.

## Fejlesztése

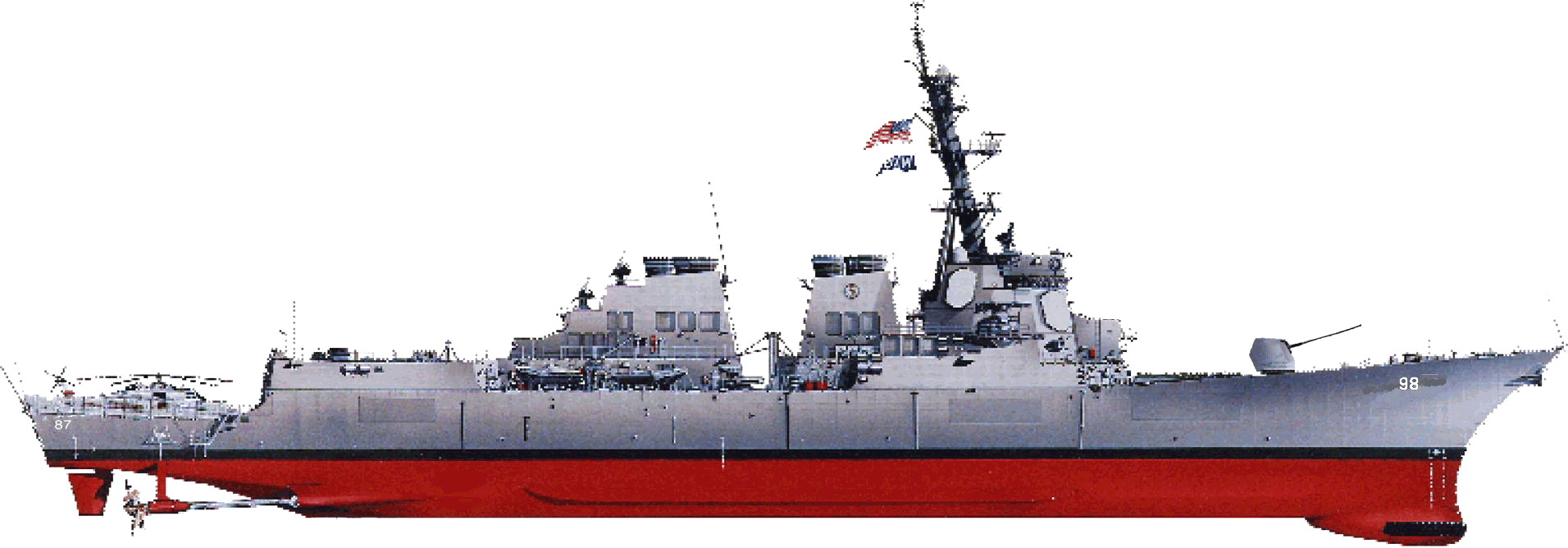
A II. szériában gyártott Arleigh Burke osztályú hajó oldalnézeti képe

Az Amerikai Haditengerészet 1980-ban megbízást adott számos akkori beszállítójának, hogy tegyenek javaslatot egy új rombolóosztály terveire. 1983-ra már csak három beszállító maradt versenyben: Bath Iron Works, Todd Shipyards és az Ingalls Shipbuilding. 1985. április 3-án a Bath Iron Works kapott megbízást a haditengerészettől, hogy 321,9 millió dollár fejében építse meg az osztály első hajóját, az USS Arleigh Burke-öt. A Gibbs & Cox cég kapta a megbízást a hajó terveinek elkészítésére. Az első egység teljes költsége végül 1,1 milliárd dollár lett, emellett 778 millió dollárt költöttek a fegyverrendszerek beszerzésére és integrálására. Az első egységet a Bath Iron Works hajóépítő műhelyében (Bath, Maine) 1988. december 6-án kezdték építeni és 1989. szeptember 16-án bocsátották vízre Mrs. Arleigh Burke jelenlétében. Arleigh Burke admirális személyesen is jelen volt, amikor 1991. július 4-én az USS Arleigh Burke szolgálatba állt.

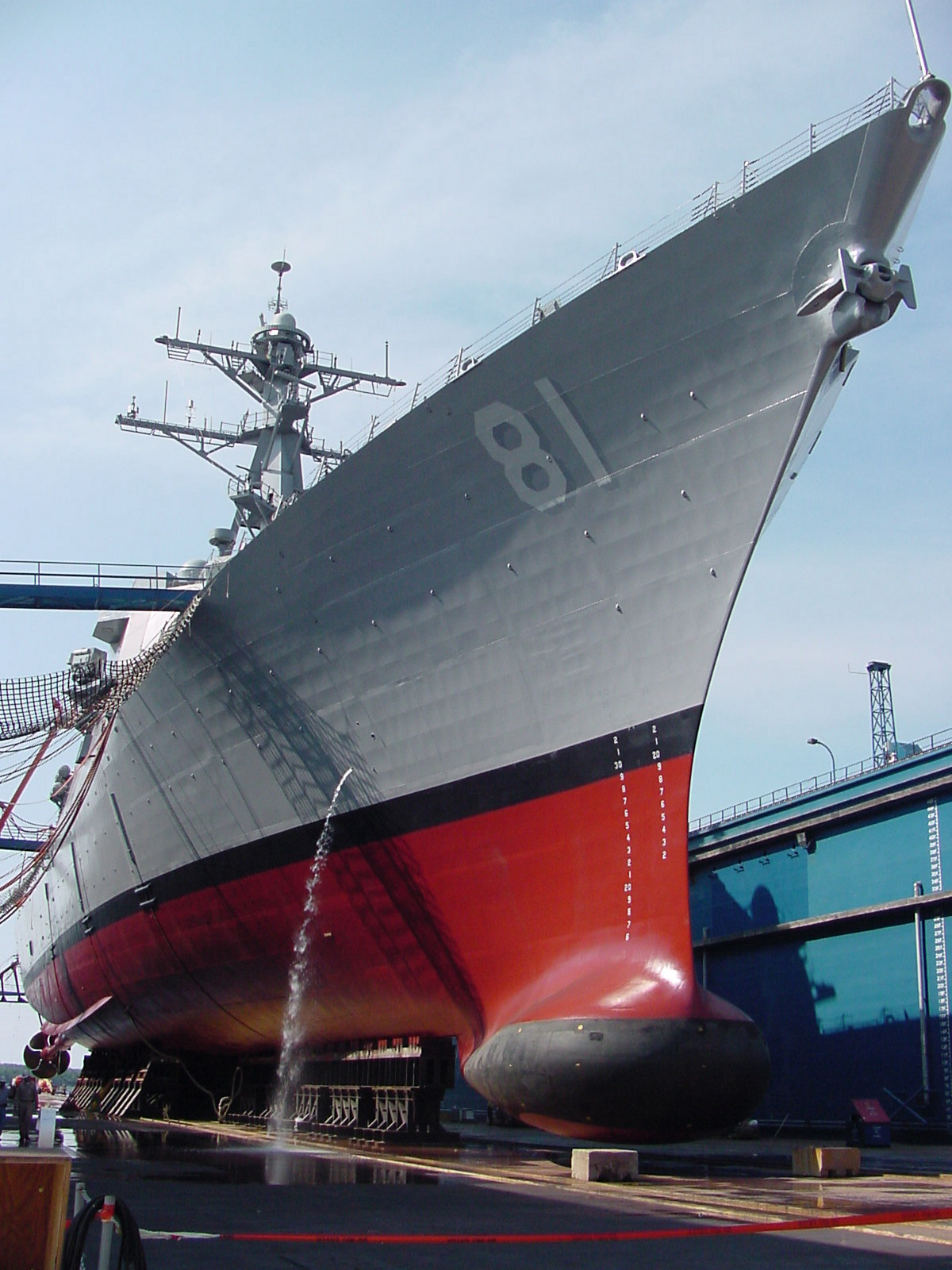
USS Winston S. Churchill (DDG 81) szárazdokkban a Bath Iron Works hajóépítő telepén a szolgálatbaállítást követő korszerűsítési felülvizsgálat során (Post Shakedown Availability).

Az osztály egységeit sorozatokban (flights angolul) építik, ami lehetőséget biztosít arra, hogy folyamatosan korszerűsítsék a hajók fegyverzetét és elektronikai rendszereit. A IIA sorozat (Flight IIA) hajói (az USS Oscar Austin (DDG 79) után) számos újdonsággal rendelkeznek, többek között hangár két helikopternek, illetve hosszabb, Mark 45 Mod 4 5 hüvelykes haditengerészeti ágyúkkal (először az USS Winston S. Churchill (DDG 81) kapta meg). Az USS Mustin-tól kezdve a hajtóműgázokat kivezető kéményt a felépítménybe rejtve építik, ami tovább csökkenti az osztály hajóinak radarkeresztmetszetét. A DDG 68 – DDG 84 sorszámú hajók az AN/SLQ–32 rádiólokátor V3 verzióját kapták, amely aktív elektronikai ellentevékenységre (elektronikai zavarás, megtévesztés) is képesek. A IIA sorozat egyes hajóit a Phalanx légvédelmi, radarirányítású géppuska nélkül építették, mivel a továbbfejlesztett Sea Sparrow légvédelmi rakéta vette volna át a helyét, azonban később a haditengerészet vezetése úgy döntött, hogy a Phalanx-ot minden hajó megkapja.
Az osztály egységei közül az USS Pinckney, USS Momsen, USS Chung-Hoon, USS Nitze, USS James E. Williams és a USS Bainbridge némileg módosított felépítménnyel épültek, mivel egy távirányítású aknakereső rendszert (Remote Mine-hunting System, RMS) integráltak ezekre a hajókra.

### Korszerűsítés

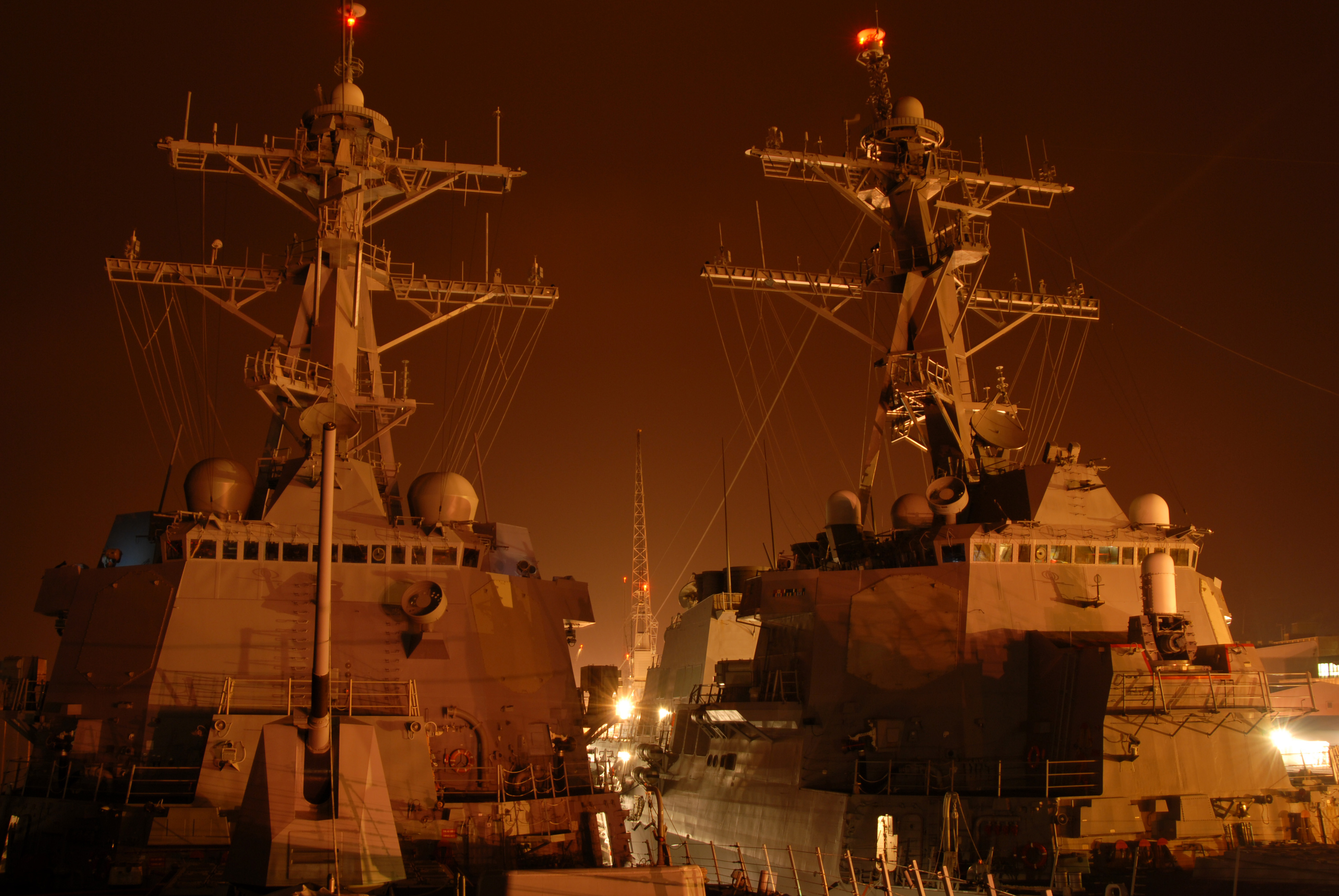
Az USS Bainbridge és az USS Laboon 2007 áprilisában egy skóciai kikötőben. A képen balra jól látható az USS Bainbridge 5 hüvelykes (127 mm) ágyúja.

Az amerikai haditengerészet az Iowa osztályú csatahajók kivonása után felmerült kongresszusi aggályokra adott válaszul az Arleigh Burke osztály modernizálása mellett döntött. A program egyik lényeges része volt a fedélzeten található haditengerészeti ágyúk korszerűsítése, ennek keretén belül az I. sorozatban készült hajók 5 hüvelykes (127 mm-es) ágyúinak hatótávolságát megnövelt hatótávolságú irányított lövedékek (extended range guided munitions, ERGM) segítségével növelik, ezután a hajók akár 74 km távolságban lévő célpontok leküzdésére is alkalmasak lettek volna (az Iowa osztály Mark 7-es ágyúinak hatótávolsága 38 km volt). Azonban az ERGM programot költségvetési okokból megszüntették. A II sorozattól kezdve a hajókat a Mark 45 5/67 típusú, megnövelt hatótávolságú ágyúval állították szolgálatba.
A modernizációs program többi része az osztály egységeinek korszerűsítését szolgálja, ezeket a DDG 111 és DDG 112 sorszámtól kezdve beépítették a hajókba, míg a többiek a rendszeres felülvizsgálatok és szervizelések alkalmával kapják meg. Az első szakaszban a hajó törzsét erősítik meg és korszerűsítik a mechanikai és elektronikus berendezéseket, a második lépésben pedig nyílt architektúrájú számítástechnikai környezetet kapnak. A korszerűsítések eredményeként a hajók nemcsak a ballisztikus rakétavédelmi szerepkörben, hanem partközeli támogató műveletekben is részt vehetnek majd.

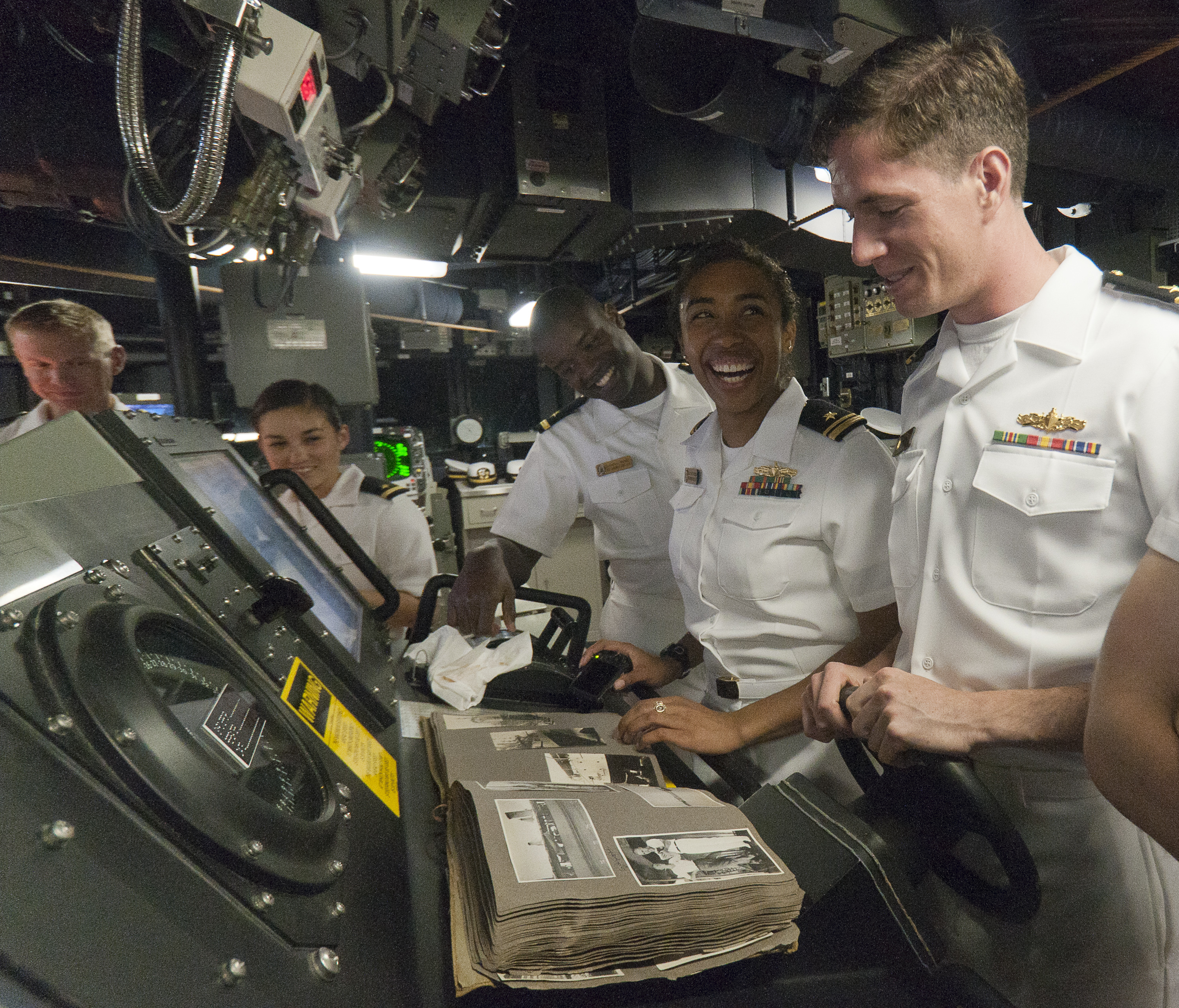
Az USS Spruance tisztjei a hajó egyik irányítóhelyiségében.

A 2011-ben szolgálatba állított USS Spruance (DDG 111) már IP-alapú adathálózatot kapott, amely jelentősen nagyobb mennyiségű adatot tud kezelni és akár élő videót is tud közvetíteni (pl. más hajókról vagy repülőkről). Az USS Spruance volt az osztály első egysége, amely megkapta a Boeing által kifejlesztett Gigabit Ethernet Data Multiplex System (GEDMS) hálózatot.

### További gyártás és fejlesztés

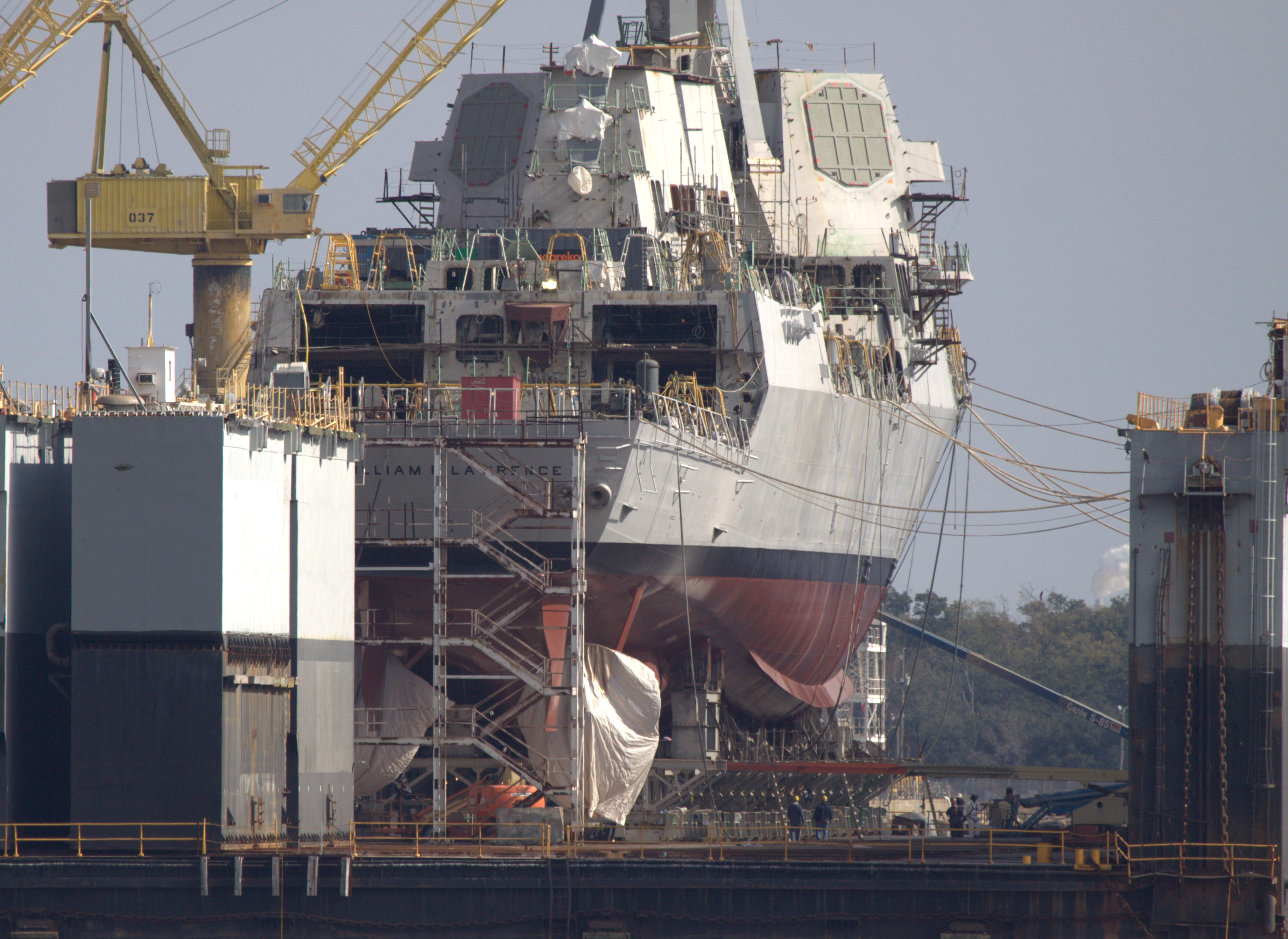
A 60. Arleigh Burke osztályú romboló, az USS William P. Lawrence (DDG 110) a szárazdokkban, közvetlenül 2009-es vízrebocsátása előtt.

A haditengerészet terveinek megfelelően az Arleigh Burke osztályt 2020 után fokozatosan felváltották volna a korszerűbb Zumwalt osztályú rombolókkal. Azonban a Zumwalt osztály fejlesztési problémái és késedelmei, illetve a rövid- és hosszú hatótávolságú hajó elleni rakéták által jelentett egyre növekvő fenyegetés miatt tovább folytatódik az Arleigh Burke osztály építése – jelenleg 74 hajót terveznek legyártani és szolgálatba állítani. Az új hajókat a tervek szerint felszerelik a part menti műveletekre specializált fegyverrendszerekkel.
2009 áprilisában a haditengerészet bejelentette, hogy a Zumwalt osztályból csak három egységet fognak megépíteni, ezzel egyidőben pedig még három Arleigh Burke osztályú romboló megépítésére adtak megbízást a Bath Iron Works-nek és az Ingalls Shipbuilding-nek. 2009 decemberében pedig a Northrop Grumman haditechnikai vállalat egy 170,7 millió dolláros megrendelést kapott a legújabb hajó, a DDG 113 első rendszereinek legyártására. 2011-ben a haditengerészet szerződést kötött a DDG 113 – DDG 115 sorszámú hajók legyártására (679,6 – 783,6 millió dollár értékben.

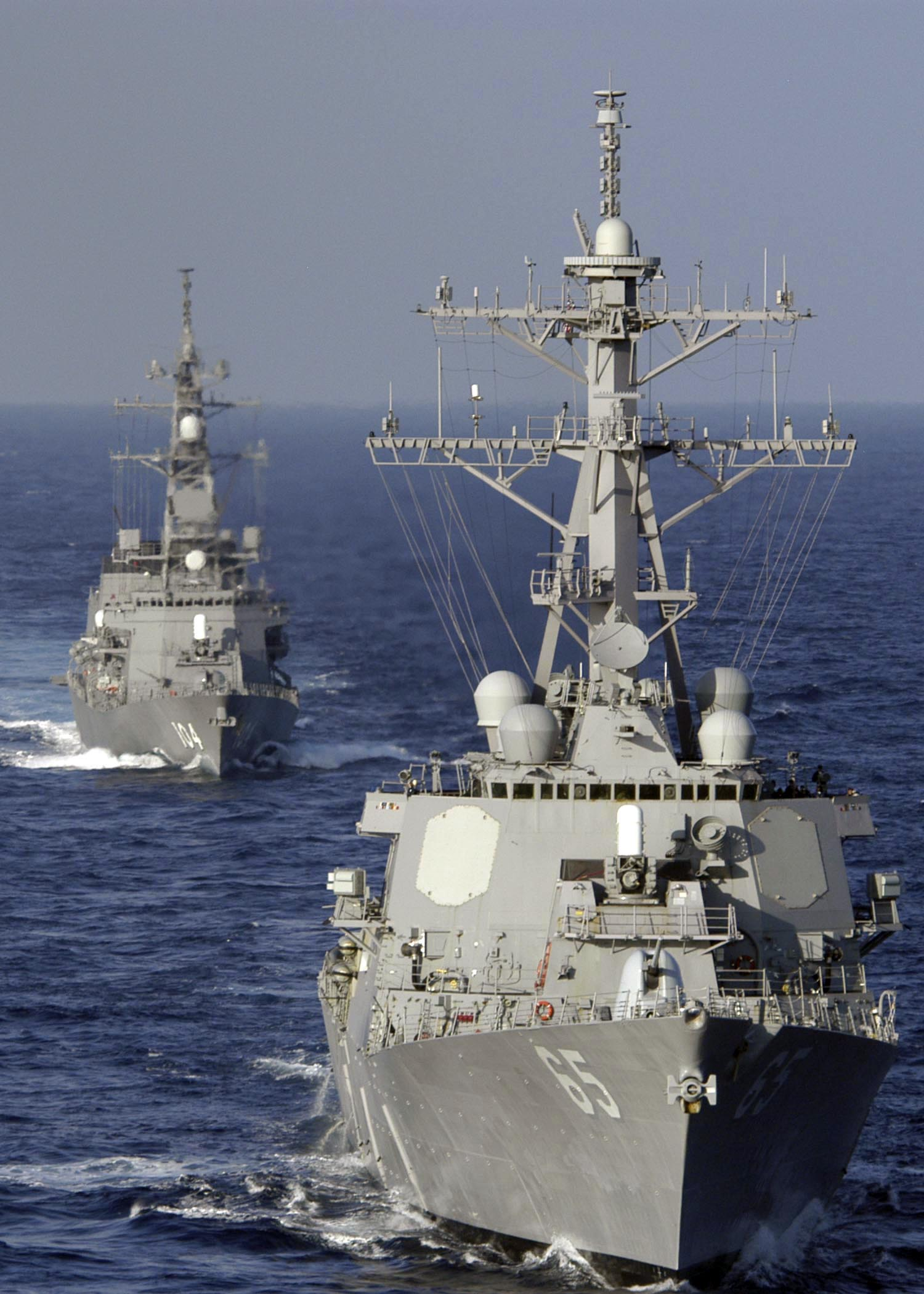
Az USS Benfold (DDG 65) (előtérben) és a japán JDS Kirisame (DD 104) rombolók. Az USS Benfold hídja alatt jól látható a fázisvezérelt antennarács technológiát alkalmazó lokátor világosabb színű fedőlapja.

A DDG 113 – DDG 115 sorozatszámú hajók a korábbi IIA sorozaton alapulnak, de már korszerűbb technológiát kapnak. A tervek szerint a DDG 116 – DDG 121 sorozatszámú hajók ún. "technológia beillesztő" (Technology Insertion) hajók lesznek, amelyeket már felszerelnek a III sorozat rendszereivel, hogy azokat éles környezetben tudják kipróbálni. Maga a III sorozat a DDG 122 sorozatszámú hajóval kezdődik majd.
A III sorozat gyártását 2016-ban kezdik, a hajók pedig megnövelt átmérőjű lokátorokat és számos kisebb újdonságot kapnak majd. A III sorozat lég- és rakétavédelmi lokátorai (Air and Missile Defense Radars, AMDR) aktív fázisvezérelt antennarács technológiát használnak majd.
Az amerikai haditengerészet, a III sorozat egyre emelkedő fejlesztési költségei miatt az újabb Arleigh Burke osztály egyre inkább kitolja és a jelenlegi tervek szerint csak 2041-ben fog befejeződni az osztály egységeinek gyártása a IV sorozattal.

## Haditengerészeti szolgálatban

### USSCole

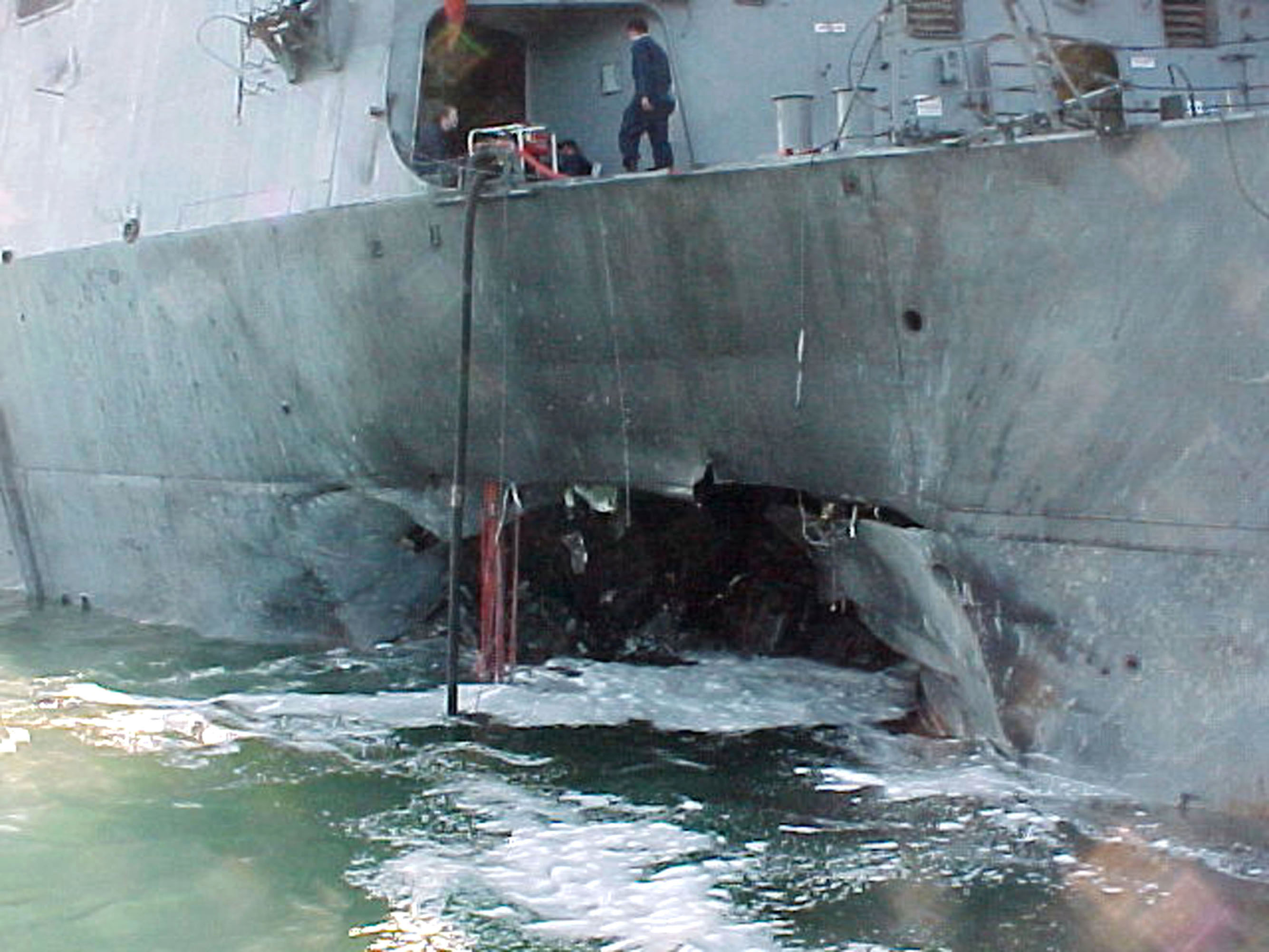
Az USS Cole oldala a 2000-es bombatámadás után.

Az osztály jelenleg szolgálatban álló 62 db hajója közül csak az USS Cole (DDG 67) szenvedett veszteségeket aktív szolgálatban. Az USS Cole 2000. október 12-én a jemeni Áden kikötőjében horgonyzott, amikor öngyilkos támadók egy robbanóanyaggal megrakott csónakot vezettek a hajó oldalának. A rákövetkező robbanásban 17 matróz életét vesztette, további 39 megsebesült, a hajó oldalán pedig egy 12 méteres lék keletkezett. Az USS Cole sérüléseit 2001-re kijavították és a hajó visszatérhetett aktív szolgálatba.
2001-ben az Egyesült Államok bejelentette, hogy globális rakétavédelmi rendszerének keretén belül négy Arleigh Burke osztályú hajót fognak Európába vezényelni. Ezek a hajók a spanyolországi Rota haditengerészeti támaszponton fognak állomásozni. 2012. február 16-án jelentették be, hogy ez a négy hajó az USS Ross, USS Donald Cook, USS Porter és az USS Carney lesz.

### Egyéb problémák
Az 1996. október 12-én szolgálatba állt USS Gonzalez (DDG 66) éppen első útján zátonyra futott a Karib-tengeri St Maartin kikötőben. A hajó saját erejéből visszajutott Puerto Ricóba, majd onnan visszavontatták Bath-ba. A hajót ért sérülések miatt először felmerült a szolgálatból való kivonás gondolata, de végül 10 millió dolláros költséggel helyreállították a törzset, a szonárt és a hajtóművet. A Gonzalez 1997 szeptemberében tért vissza aktív szolgálatba.
2005. augusztus 29-én a Katrina hurrikán megrongálta és részben elárasztotta az előző év decemberében vízre bocsátott, de még mindig építés alatt álló USS Kidd-et (DDG 100). A hajót végül kijavították, de csak vízre bocsátása után 2,5 évvel állhatott szolgálatba. Az Ingall hajógyár következő Arleigh Burke osztályú hajójának, az USS Truxtun (DDG 103) építését a 2006. május 20-án kitört tűzvész lassította. A hajót csak két évvel az építkezés megkezdése után tudták vízre bocsátani.
A USS Fitzgerald 2017. június 17-én éjszaka a japán partok közelében a fülöp-szigeteki zászló alatt hajózó 26 ezer tonnás ACX Crystal konténerszállító hajóval ütközött. A baleset következtében a romboló jelentős sérülést szenvedett, a hajótér egy részét elöntötte a víz és a hajtóműve is megsérült. A hajó személyzetének hét tagja a vízzel elárasztott részen életét vesztette.

## Az osztály egységei

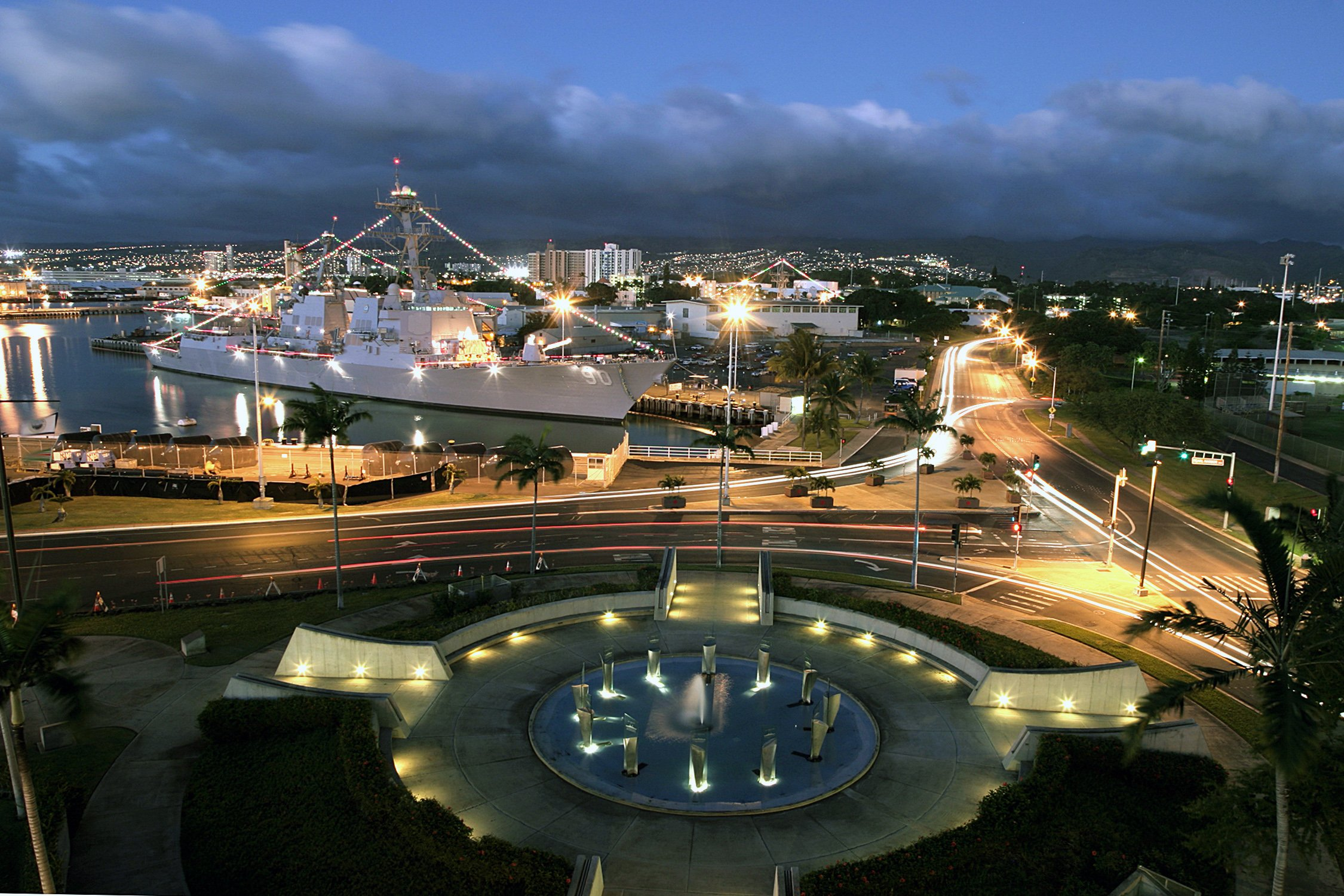
Az USS Chafee (DDG 90) Pearl Harbor-ban 2003 karácsonyán.

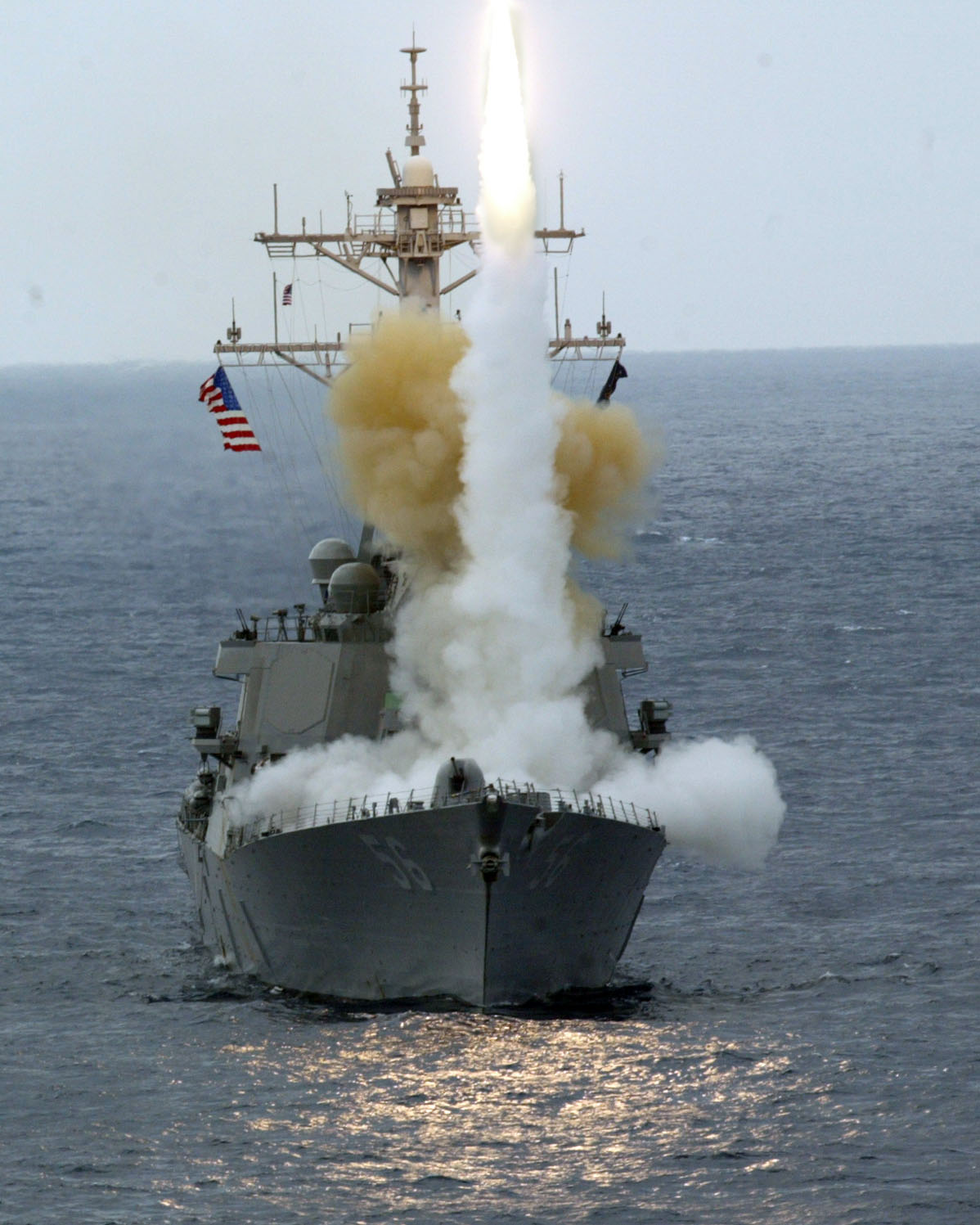
RIM-66 Standard rakéta indítása az USS John S. McCain (DDG 56) fedélzetéről.

| Név                                                 | Sorozatszám | Gyártó               | Vízrebocsátás        | Szolgálatba állítás  | Honi kikötő           | Jelenlegi helyzete |
| I sorozat                                           | I sorozat   | I sorozat            | I sorozat            | I sorozat            | I sorozat             | I sorozat          |
| --------------------------------------------------- | ----------- | -------------------- | -------------------- | -------------------- | --------------------- | ------------------ |
| Arleigh Burke                                       | DDG 51      | Bath Iron Works      | 1989. szeptember 16. | 1991. július 4.      | Norfolk, Virginia     | Aktív szolgálatban |
| Barry                                               | DDG 52      | Ingalls Shipbuilding | 1991. június 8.      | 1992. december 12.   | Norfolk, Virginia     | Aktív szolgálatban |
| John Paul Jones                                     | DDG 53      | Bath Iron Works      | 1991. október 26.    | 1993. december 18.   | San Diego, Kalifornia | Aktív szolgálatban |
| Curtis Wilbur                                       | DDG 54      | Bath Iron Works      | 1992. május 16.      | 1994. március 19.    | Jokoszuka, Japán      | Aktív szolgálatban |
| Stout                                               | DDG 55      | Ingalls Shipbuilding | 1992. október 16.    | 1994. augusztus 13.  | Norfolk, Virginia     | Aktív szolgálatban |
| John S. McCain                                      | DDG 56      | Bath Iron Works      | 1992. szeptember 26. | 1994. július 2.      | Yokosuka, Japán       | Aktív szolgálatban |
| Mitscher                                            | DDG 57      | Ingalls Shipbuilding | 1993. május 7.       | 1994. december 10.   | Norfolk, Virginia     | Aktív szolgálatban |
| Laboon                                              | DDG 58      | Bath Iron Works      | 1993. február 20.    | 1995. március 18.    | Norfolk, Virginia     | Aktív szolgálatban |
| Russell                                             | DDG 59      | Ingalls Shipbuilding | 1993. október 20.    | 1995. május 20.      | Pearl Harbor, Hawaii  | Aktív szolgálatban |
| Paul Hamilton                                       | DDG 60      | Bath Iron Works      | 1993. július 24.     | 1995. május 27.      | Pearl Harbor, Hawaii  | Aktív szolgálatban |
| Ramage                                              | DDG 61      | Ingalls Shipbuilding | 1994. február 11.    | 1995. július 22.     | Norfolk, Virginia     | Aktív szolgálatban |
| Fitzgerald                                          | DDG 62      | Bath Iron Works      | 1994. január 29.     | 1995. október 14.    | Jokoszuka, Japán      | Aktív szolgálatban |
| Stethem                                             | DDG 63      | Ingalls Shipbuilding | 1994. július 17.     | 1995. október 21.    | Jokoszuka, Japán      | Aktív szolgálatban |
| Carney                                              | DDG 64      | Bath Iron Works      | 1994. július 23.     | 1996. április 13.    | Mayport, Florida      | Aktív szolgálatban |
| Benfold                                             | DDG 65      | Ingalls Shipbuilding | 1994. november 9.    | 1996. március 30.    | San Diego, Kalifornia | Aktív szolgálatban |
| Gonzalez                                            | DDG 66      | Bath Iron Works      | 1995. február 18.    | 1996. október 12.    | Norfolk, Virginia     | Aktív szolgálatban |
| Cole                                                | DDG 67      | Ingalls Shipbuilding | 1995. február 10.    | 1996. június 8.      | Norfolk, Virginia     | Aktív szolgálatban |
| The Sullivans                                       | DDG 68      | Bath Iron Works      | 1995. augusztus 12.  | 1997. április 19.    | Mayport, Florida      | Aktív szolgálatban |
| Milius                                              | DDG 69      | Ingalls Shipbuilding | 1995. augusztus 1.   | 1996. november 23.   | San Diego, Kalifornia | Aktív szolgálatban |
| Hopper                                              | DDG 70      | Bath Iron Works      | 1996. január 6.      | 1997. szeptember 6.  | Pearl Harbor, Hawaii  | Aktív szolgálatban |
| Ross                                                | DDG 71      | Ingalls Shipbuilding | 1996. március 22.    | 1997. június 28.     | Norfolk, Virginia     | Aktív szolgálatban |
| II sorozat                                          |             |                      |                      |                      |                       |                    |
| Mahan                                               | DDG 72      | Bath Iron Works      | 1996. június 29.     | 1998. február 2.     | Norfolk, Virginia     | Aktív szolgálatban |
| Decatur                                             | DDG 73      | Bath Iron Works      | 1996. november 10.   | 1998. augusztus 29.  | San Diego, Kalifornia | Aktív szolgálatban |
| McFaul                                              | DDG 74      | Ingalls Shipbuilding | 1997. január 18.     | 1998. április 25.    | Norfolk, Virginia     | Aktív szolgálatban |
| Donald Cook                                         | DDG 75      | Bath Iron Works      | 1997. május 3.       | 1998. december 4.    | Norfolk, Virginia     | Aktív szolgálatban |
| Higgins                                             | DDG 76      | Bath Iron Works      | 1997. október 4.     | 1999. április 24.    | San Diego, Kalifornia | Aktív szolgálatban |
| O'Kane                                              | DDG 77      | Bath Iron Works      | 1998. március 28.    | 1999. október 23.    | Pearl Harbor, Hawaii  | Aktív szolgálatban |
| Porter                                              | DDG 78      | Ingalls Shipbuilding | 1997. november 12.   | 1999. március 20.    | Norfolk, Virginia     | Aktív szolgálatban |
| IIA sorozat: 5"/54 ágyúval                          |             |                      |                      |                      |                       |                    |
| Oscar Austin                                        | DDG 79      | Bath Iron Works      | 1998. november 7.    | 2000. augusztus 19.  | Norfolk, Virginia     | Aktív szolgálatban |
| Roosevelt                                           | DDG 80      | Ingalls Shipbuilding | 1999. január 10.     | 2000. október 14.    | Mayport, Florida      | Aktív szolgálatban |
| IIA sorozat: 5"/62 ágyúval                          |             |                      |                      |                      |                       |                    |
| Winston S. Churchill                                | DDG 81      | Bath Iron Works      | 1999. április 17.    | 2001. március 10.    | Norfolk, Virginia     | Aktív szolgálatban |
| Lassen                                              | DDG 82      | Ingalls Shipbuilding | 1999. október 16.    | 2001. április 21.    | Yokosuka, Japán       | Aktív szolgálatban |
| Howard                                              | DDG 83      | Bath Iron Works      | 1999. november 20.   | 2001. október 20.    | San Diego, Kalifornia | Aktív szolgálatban |
| Bulkeley                                            | DDG 84      | Ingalls Shipbuilding | 2000. június 21.     | 2001. december 8.    | Norfolk, Virginia     | Aktív szolgálatban |
| IIA sorozat: 5"/62 ágyúval, de 20 mm Phalanx nélkül |             |                      |                      |                      |                       |                    |
| McCampbell                                          | DDG 85      | Bath Iron Works      | 2000. július 2.      | 2002. augusztus 17.  | Yokosuka, Japán       | Aktív szolgálatban |
| Shoup                                               | DDG 86      | Ingalls Shipbuilding | 2000. november 22.   | 2002. június 22.     | Everett, Washington   | Aktív szolgálatban |
| Mason                                               | DDG 87      | Bath Iron Works      | 2001. június 23.     | 2003. április 12.    | Norfolk, Virginia     | Aktív szolgálatban |
| Preble                                              | DDG 88      | Ingalls Shipbuilding | 2001. június 1.      | 2002. november 9.    | San Diego, Kalifornia | Aktív szolgálatban |
| Mustin                                              | DDG 89      | Ingalls Shipbuilding | 2001. december 12.   | 2003. július 26.     | Yokosuka, Japán       | Aktív szolgálatban |
| Chafee                                              | DDG 90      | Bath Iron Works      | 2002. november 2.    | 2003. október 18.    | Pearl Harbor, Hawaii  | Aktív szolgálatban |
| Pinckney                                            | DDG 91      | Ingalls Shipbuilding | 2002. június 26.     | 2004. május 29.      | San Diego, Kalifornia | Aktív szolgálatban |
| Momsen                                              | DDG 92      | Bath Iron Works      | 2003. július 19.     | 2004. augusztus 28.  | Everett, Washington   | Aktív szolgálatban |
| Chung-Hoon                                          | DDG 93      | Ingalls Shipbuilding | 2002. december 15.   | 2004. szeptember 18. | Pearl Harbor, Hawaii  | Aktív szolgálatban |
| Nitze                                               | DDG 94      | Bath Iron Works      | 2004. április 3.     | 2005. március 5.     | Norfolk, Virginia     | Aktív szolgálatban |
| James E. Williams                                   | DDG 95      | Ingalls Shipbuilding | 2003. június 25.     | 2004. december 11.   | Norfolk, Virginia     | Aktív szolgálatban |
| Bainbridge                                          | DDG 96      | Bath Iron Works      | 2004. november 13.   | 2005. november 12.   | Norfolk, Virginia     | Aktív szolgálatban |
| Halsey                                              | DDG 97      | Ingalls Shipbuilding | 2004. január 9.      | 2005. július 30.     | San Diego, Kalifornia | Aktív szolgálatban |
| Forrest Sherman                                     | DDG 98      | Ingalls Shipbuilding | 2004. október 2.     | 2006. január 28.     | Norfolk, Virginia     | Aktív szolgálatban |
| Farragut                                            | DDG 99      | Bath Iron Works      | 2005. július 23.     | 2006. június 10.     | Mayport, Florida      | Aktív szolgálatban |
| Kidd                                                | DDG 100     | Ingalls Shipbuilding | 2005. január 22.     | 2007. június 9.      | San Diego, Kalifornia | Aktív szolgálatban |
| Gridley                                             | DDG 101     | Bath Iron Works      | 2005. december 29.   | 2007. február 10.    | San Diego, Kalifornia | Aktív szolgálatban |
| Sampson                                             | DDG 102     | Bath Iron Works      | 2006. szeptember 26. | 2007. november 3.    | San Diego, Kalifornia | Aktív szolgálatban |
| Truxtun                                             | DDG 103     | Ingalls Shipbuilding | 2007. június 2.      | 2009. április 25.    | Norfolk, Virginia     | Aktív szolgálatban |
| Sterett                                             | DDG 104     | Bath Iron Works      | 2007. május 19.      | 2008. augusztus 9.   | San Diego, Kalifornia | Aktív szolgálatban |
| Dewey                                               | DDG 105     | Ingalls Shipbuilding | 2008. január 26.     | 2010. március 6.     | San Diego, Kalifornia | Aktív szolgálatban |
| Stockdale                                           | DDG 106     | Bath Iron Works      | 2008. május 10.      | 2009. április 18.    | San Diego, Kalifornia | Aktív szolgálatban |
| Gravely                                             | DDG 107     | Ingalls Shipbuilding | 2009. március 30.    | 2010. november 20.   | Norfolk, Virginia     | Aktív szolgálatban |
| Wayne E. Meyer                                      | DDG 108     | Bath Iron Works      | 2008. október 18.    | 2009. október 10.    | San Diego, Kalifornia | Aktív szolgálatban |
| Jason Dunham                                        | DDG 109     | Bath Iron Works      | 2009. augusztus 1.   | 2010. november 13.   | Norfolk, Virginia     | Aktív szolgálatban |
| William P. Lawrence                                 | DDG 110     | Ingalls Shipbuilding | 2009. december 15.   | 2011. június 1.      | San Diego, Kalifornia | Aktív szolgálatban |
| Spruance                                            | DDG 111     | Bath Iron Works      | 2010. június 6.      | 2011. október 1.     | San Diego, Kalifornia | Aktív szolgálatban |
| Michael Murphy                                      | DDG 112     | Bath Iron Works      | 2011. május 7.       | 2012. október 6.     | Pearl Harbor, Hawaii  | Aktív szolgálatban |
| IIA sorozat: újra indított                          |             |                      |                      |                      |                       |                    |
| John Finn                                           | DDG 113     | Ingalls Shipbuilding | 2015. március 28.    |                      |                       | Vízre bocsátották  |
| Ralph Johnson                                       | DDG 114     | Ingalls Shipbuilding | 2015. december 12.   |                      |                       | Vízre bocsátották  |
| Rafael Peralta                                      | DDG 115     | Bath Iron Works      |                      |                      |                       | Szerződés alatt    |
| IIA sorozat: technikai fejlesztés alatt             |             |                      |                      |                      |                       |                    |
| Thomas Hudner                                       | DDG 116     | Bath Iron Works      |                      |                      |                       | Szerződés alatt    |
| Paul Ignatius                                       | DDG 117     | Ingalls Shipbuilding |                      |                      |                       | Szerződés alatt    |
| Daniel Inouye                                       | DDG 118     | Bath Iron Works      |                      |                      |                       | Szerződés alatt    |
| Delbert D. Black                                    | DDG 119     | Ingalls Shipbuilding |                      |                      |                       | Szerződés alatt    |

### Fordítás
- Ez a szócikk részben vagy egészben  az   Arleigh Burke class destroyer című angol Wikipédia-szócikk ezen változatának fordításán alapul.  Az eredeti cikk szerkesztőit annak laptörténete sorolja fel. Ez a jelzés csupán a megfogalmazás eredetét és a szerzői jogokat jelzi, nem szolgál a cikkben szereplő információk forrásmegjelöléseként.